# Julius Stangnowski
Julius Stangnowski (* 26. Februar 1824 in Landsberg, heute Górowo Iławeckie (Polen); † 13. Februar 1892 in Königsberg, heute Kaliningrad (Russland)) war ein ostpreußischer Tischler, Vorsteher und Prediger der autochthonen, baptistischen sowie in Teilen sabbatarischen Apostolisch-Christlichen Gemeinde, die sich über drei Kontinente verbreitete. Diese Gemeinde wird zu den Vorläufern der heutigen Freikirche der Siebenten-Tags-Adventisten in Deutschland gerechnet.

## Leben

### Herkunft und frühe Jahre
Julius Stangnowski wurde als Sohn eines Tischlermeisters und Ackerbauern 1824 in Landsberg (Ostpreußen) geboren. Über seine Kindheit und Schulbildung ist nichts bekannt. Er führt die Tischlerei seines Vaters fort. Als Geschwister von Stangnowski ist eine Schwester mit Namen Hulda (1828–1903), später verheiratet mit Wilhelm Weist (1822–1903), und der jüngere leibliche Bruder Rudolf Stangnowski (1827–1890) bekannt.
Es ist anzunehmen, dass die Familie in der Kultur von ostpreußischen Stundenhaltenden zu verorten war.
Seit ca. Ende der 1840er Jahre kam die Familie mit baptistischen Kolporteuren in Kontakt. Nachweislich sind Wilhelm Weist und Friedrich Niemetz zu nennen. Für Ostpreußen und Preußen wäre das ein bedeutsam früher Zeitpunkt.
Durch seine aktive Mitgliedschaft bei den Baptisten verlor der Bruder Rudolf seine Anstellung als Dorflehrer und wurde Kolporteur der Amerikanischen Bibelgesellschaft und später hauptamtlicher Prediger der Baptistengemeinde Goyden in Ostpreußen.

### Gemeindegründer und Publizist
Die genauen Gründungsumstände der autochthonen Apostolisch-Christlichen Gemeinde durch Stangnowski liegen im Dunkeln. Es wird der 2. September 1863 angenommen. In seiner Schrift Die Zukunft Jesu Christi in ihrer jetzigen tatsächlichen Verwirklichung aufgeklärt schreibt er dazu:
„Diese [ ... ] wurde mir Julius Stangnowski am 2. September im Jahre 1863 zutheil durch Gottes eigenes Sprechen mit mir in Klarlegung, daß damals die sämtliche Menschheit unter dem Schein des Christentums eine dieser seiner Liebe ganz gegensätzliche Auffassung, Bekenntniß, Lehre und Bekehrungsweise habe; die daher allesamt in wirklich ungeheiligtem und unfriedlichem Zustand untereinander und in ihren Herzen sich befindet aus dem selbige zu fUhren er mich ersehn - bestimmt und mit seiner Erkenntniß die alle Geheimnisse enthüllt oder entsigelt, ausgerüstet habe.“
Stangnowski predigte in Deutsch und Polnisch, überwiegend jedoch in Deutsch. Es gilt als sehr wahrscheinlich, dass er die Masurische Sprache beherrschte. Ob er wie sein Bruder Rudolf auch über Kenntnisse der englischen Sprache verfügte, ist nicht bekannt.

Im Jahr 1871 reichte er für seine Gemeinde eine Petition an das Preußische Abgeordnetenhaus ein. Diese ist als Zusammenfassung überliefert mit dem Text:
„Julius Stangnowski, Vorsteher und Prediger der apostolisch-christlichen Gemeinde zu Rummy bei Mensguth bittet zu veranlassen, daß der dortigen Gemeinde gestattet werde die „Ruhefeier“ anstatt am Sonntage, am Sonnabend zu haben, so wie daß die Gemeinde-Mitglieder nicht gezwungen werden dürfen an Sonnabenden vor Polizei- und Justizbehörden zu Terminen zu erscheinen.“
So ist ein Nachweis der sabbatarischen Gesinnung ab spätestens 1871 belegt. Es gibt jedoch Quellen, dass bereits ab 1863 die Sabbatobservanz bzw. Sabbatheiligung einsetzte und seit der Gründung der "Apostolisch-Christlichen Gemeinde" eine Rolle spielte. Es gibt jedoch Nachweise, dass Stangnowski den Mitgliedern seiner Gemeinde die Sabbatobservanz bzw. Sabbatheiligung nicht als Verpflichtung auferlegte. Anlässlich eines Besuches von Ludwig Richard Conradi in Königsberg, im Herbst des Jahres 1890, stellt Stangnowski seine diesbezügliche Position so dar:
„Er [Julius Stangnowski] sagte mir [Ludwig Richard Conradi], dass es ihre Position [Apostolisch-Christliche Gemeinde] sei, dass jede Person, die unabhängig und nicht angestellt ist und nicht in einem Arbeitsverhältnis steht, den Sabbat [Sonnabend] halten sollte, aber andere nicht, es sei denn, der Weg dazu würde geöffnet.“ [Hinweis: Original in Englischer Sprache]
Seit spätestens Anfang der 1880er Jahre gab er das Periodikum Lichtstrahlen heraus, in dem er seine Ansichten und seine Theologie propagierte.

### Späte Jahre und Tod
Nach seinem Ruhestand widmete er sich ganz seiner Gemeinde. Er wohnte nun in Königsberg. Ab 1875 kam es zu ersten Kontakten zu Siebenten-Tags-Adventisten im Rheinland. Der Kontakt kam durch die kleinen Apostolisch-Christlichen Gemeinden in Essen, später Bochum und Gelsenkirchen zu Stande. Der gegenseitig wertschätzende Austausch und die Anerkennung bestand bis zum Tod von Stangnowski fort.

Mit Errechnung und Verkündigung der Parusie auf 1896 durch Stangnowski kam es zu einer schwärmerischen Dynamik. Die Errechnung der Parusie begründet er 1869 so:
"Die Zeit der siebenten oder letzten Posaune [Offenbarung 11.15-18] fing an mit dem Jahr 1864 und wird sich erstrecken bis um's Jahr 1896; denn mit dem Ende des Jahres 1863 zeriß der Vorhang des riesiggroßen Tempels oder der beinahe zweitausend Jahre alt gewordenen irrthümlichen Christenthums. ..."
Durch Stangnowskis unverhofften Tod, im Februar 1892, entstand für seine Gemeinde beachtliche Unsicherheit, und die Perspektive brach zusammen.
So schlossen sich den Siebenten-Tags-Adventisten unter L.R. Conradi, der in der Zeit gerade in Ostpreußen arbeitete, in kurzer Zeit erhebliche Teile seiner Gemeindemitglieder an.

## Nachwirkungen
Im Werk Levins Mühle. 34 Sätze über meinen Großvater von Johannes Bobrowski und im Wesentlichen durch seine Verfilmung von Horst Seemann aus dem Jahr 1980 werden einzelne Motive und das Umfeld der baptistischen Gemeinde von Stangnowski, z. T. kritisch, dargestellt. Bobrowski selbst stammte aus einem evangelisch-baptistischen und konservativ eingestellten Familienmilieu in Ostpreußen. Die masurische sowie litauische Mentalität und Landschaft war ihm seit seiner Kindheit sehr vertraut und fließt stark in sein literarisches Schaffen ein.
Die Schriften von Stangnowski und kleine religiöse Gruppen oder Gemeinden, die auf ihn zurückgehen, werden durch Auswanderung auch in Kanada, USA, Brasilien und Russland verbreitet.
Bis in die Zeit nach 1970 trat die Apostolisch-Christliche Gemeinde namentlich bei Nachrufen und in Traueranzeigen ihrer Mitglieder in Erscheinung, ist jedoch als Rechtsfigur in Deutschland nicht fassbar und nicht erforscht, sieht man von Darstellungen bei Christoph Ribbat ab, die sich jedoch lediglich auf das Ruhrgebiet beziehen.

## Publikationen
- Zweites Heft der guten frohen Botschaft an Alle, welche sich nach dem Kommen und Vollenden des Reiches Gottes sehnen, [wörtlich nach der Handschrift gedruckt bei der Kozynowskischen Buchdruckerei] Preußisch Eylau, 1866
- Hinweisung auf das wahre Reich Gottes, Preußisch Eylau, 1867
- Die Zukunft unseres Herrn und Heilandes Jesu Christi in ihrer wirklichen Art und Weise nach den Zeugnissen der heil. Schrift, Preußisch Eylau, 1868
- Hesekiel 7. 5–7: Siehe, es kommt ein Unglück über das andere, [gedruckt J. Eichling in Bartenstein] Rummy bei Mensguth, 1869
- Die Wiedergeburt des Christenthums und der verbundene Sturz des Papstthums, veranlasst durch die jetzt stattfindende Zukunft unseres Herrn und Heilandes Jesu Christi, Erstes Heft, 1870
- Lichtstrahlen, eine Zeitschrift die bisher weitgehend nur durch literarische Quellen nachzuweisen ist, erschienen wahrscheinlich ab 1880.[1]
- Die Zukunft Jesu Christi in ihrer jetzigen tatsächlichen Verwirklichung aufgeklärt. Königsberg 1890.[1][6]
- (als Hrsg.): Herzenstöne der Apostolisch-Christlichen Gemeinde oder derselben Herzensbekenntnisse verfasst Gott zu lobenden Liedern. Aktuelle Ausgabe von 1962 mit ca. 500 Liedern.[6]